# Новотроицкий сельский совет (Бердянский район)
Новотроицкий сельский совет (укр. Новотроїцька сільська рада) — входит в состав
Бердянского района
Запорожской области
Украины.
Административный центр сельского совета находится в 
с. Новотроицкое
.

## История
- 1861 — дата образования.

## Населённые пункты совета
- с. Новотроицкое